# Yunmeng (Xiaogan)
Yunmeng (chiń. upr. 云梦县; chiń. trad. 雲夢縣; pinyin Yúnmèng Xiàn) – powiat w środkowej części prefektury miejskiej Xiaogan w prowincji Hubei w Chińskiej Republice Ludowej. Liczba mieszkańców powiatu w 2010 roku wynosiła 524799.